# Horenîci, Kiev-Sveatoșîn
Horenîci (în ucraineană Гореничі) este localitatea de reședință a comunei Horenîci din raionul Kiev-Sveatoșîn, regiunea Kiev, Ucraina.

## Demografie
Componența lingvistică a localității Horenîci
     Ucraineană (95,1%)
     Rusă (4,08%)
     Alte limbi (0,24%)
Conform recensământului din 2001, majoritatea populației localității Horenîci era vorbitoare de ucraineană (95,1%), existând în minoritate și vorbitori de rusă (4,08%).